# 낙랑군의 문화
낙랑군의 문화는 한나라의 무제가 세운 한사군중 하나인 낙랑군(樂浪郡)의 문화이다.

## 개요
한사군이 설치되어 실제로 조선을 통치한 것은 낙랑군과 현도군(玄菟郡) 정도였으며, 그 중심지는 낙랑군이었다. 동쪽(東)의 임둔군(臨屯郡)과 남쪽(南)의 진번군(眞番郡) 그리고 후일 설치된 대방군(帶方郡) 역시 1세기밖에 존속하지 못하였고, 현도군도 두 차례나 이동하였기 때문에 한사군의 문화는 대국적으로 낙랑 중심의 문화라고 할 수 있다.

## 유적·유물 및 생활상
이들의 문화와 생활상은 그들이 남긴 유적과 유물로써 잘 알려져 있다고 하며, 평양 서남 대안의 토성리(土城里) 유적과 대방군 치소(治所)로 추정되는 황해도 봉산(鳳山)의 당토성(唐土城) 유적에서 많이 발견되었다.

### 고분군
이들 유적 부근에는 낙랑군 당시의 한인(韓人)의 것으로 생각되는 수백·수천의 고분군이 있는데, 그 양식은 목곽분(木槨墳)과 전축분(塼築墳)으로 되어 있으며, 그 부장품으로 보아서는 태수급(太守級)의 고급 관리의 무덤이라기보다는 한인 하급 관리나 그 이하의 것으로 보인다고 한다.

### 토성리 유적
평양 부근의 토성리에서는 집터·포도(鋪道, 포장 도로)·옛터 등이 발견되고 기타 초석(礎石)·봉니(封泥)·경편(鏡片)·와당(瓦當)·반량전(半兩錢)·오수전(五銖錢)·대천오십(大泉五十)·화천(貨泉, 신나라 동전) 등의 전화(錢貨)·전범(錢笵)·동촉(銅鏃)·금영락(金瓔珞)·소옥(小玉) 등이 출토되었다.
와당에는 낙량예관(樂浪禮官)·낙랑부귀(樂浪富貴) 등을 새긴 것이 있고, 봉니(封泥)로는 낙랑태수장(樂浪太守章)·낙랑대윤장(樂浪大尹章)·조선우위(朝鮮右尉)·증지승인(增地丞印) 등의 문자가 새겨진 것이 발견되고, 이 토성을 중심으로 주위 동서 약 20리, 남북 약 10리에 걸쳐 1,300여 기(基)의 고분이 산재해 있다고 한다. 당토성을 중심으로 판 곳은 물론 평남 용강군(龍岡郡) 해운면(海雲面)에는 낙랑군 속현 중에 점제현의 위치를 전하여 주며 한반도에서 가장 오래된 비석인 점제현 신사비를 비롯하여 어을동고성(於乙洞古城)과 몇 기의 고분이 있다. 고분의 외형은 방대형(方臺形)인데 내부 구조는 목곽분과 전축분 두 가지가 있다. 목곽분은 광실(壙室)을 목재로 축조한 방형으로 되어 있고 전곽분은 광실을 전(塼, 벽돌)으로 축조한 서역의 궁륭형(穹窿形, 아치형) 천정과 아치식의 입구를 가진 것이다. 부장품은 하급 관리의 분묘에도 화려한 유물이 많이 나와 한대(漢代) 후장(厚葬)의 풍습은 그들의 호화로운 생활을 엿볼 수 있다.

### 부장품
낙랑 고분의 부장품으로는 동기(銅器)·옥기(玉器)·토기·도기(陶器)·목기(木器)·철기·칠기·장신구·문방구·철물·인(印)·기타 명기(明器) 등이 출토되었다. 동기로는 노(爐)·정(鼎)·종(鐘)·제렴·호(壺)·세(洗)·인(印) 등이 있고, 향로는 대동강가의 제9호분에서 나온 박산로(博山爐)가 유명한데, 중국 산둥성 박산의 모양으로 만든 까닭에 박산로라 한다. 낙랑 유물 중에서 가장 유명한 것이 구리 거울인데, 용호(龍虎)·금수(禽獸) 계열의 거울과 내행화문경(內行花文鏡) 등이 태반을 차지한다. 그 중에서도 특히 왕망(王莽) 시대의 명기가 있는 구리거울이 가장 오래된 것이다.
칠기로는 한대 최고도의 기술을 발휘한 촉(蜀)·광한(廣漢) 두 군의 관공(官工)의 손으로 만든 것이 많은데, 안(案)·반(槃)·매(杯)·우(盂)·협상(상자) 등이 있고, 그 중에는 목제·저제(紵製)·죽제(竹製)의 것이 있다. 제9호분에서 나온 금동구칠반(金銅?漆盤), 석암리(石巖里)의 왕우묘(王旴墓)에서 나온 채화칠우, 남정리(南井里) 채협총(彩篋塚)에서 나온 채화칠협(彩畫漆篋), 그밖에 여러 고분에서 나온 금동이칠배(金銅耳漆杯)와 같은 것 등이 대표적이다. 채협총 출토의 채협칠기는 죽조(竹條)로는 구부려 엮은 구형(矩形)의 협상으로 그 네 귀퉁이와 뚜껑물림에는 아름다운 채칠로서 충·효·의·열(忠孝義烈)에 관한 인물화를 그렸는데 당대의 화풍을 보여주는 좋은 미술품이다. 칠배류로는 대개 타원 장변에 귀[耳]를 붙였기 때문에 이것을 이배(耳杯)라고 한다. 그 중에 내면주칠(內面朱漆)·외면흑칠 등에 교묘한 운문(雲文)을 주칠로 나타내고 두 변의 귀[耳]를 모두 금동으로 금동이칠배(金銅耳漆杯)와 전면 흑칠 일색의 칠이배(漆耳杯)가 있다. 칠이배에도 연호명(年號銘)이 나타나는 것이 있는데, 그 중에는 기원전 85년(前漢 昭帝 始元年 2년), 54년(光武帝 建武 30년)의 명(銘)이 있는 이배(耳杯)도 발견되었다. 장신구로는 금지환(金指環)·은지환(銀脂環)·금천(金釧)·은천(銀釧), 패옥(佩玉)으로 벽옥(碧玉)·금박(金珀)·유리(琉璃)·수정(水晶) 등이 있고 순금제의 눈부신 대구(帶鉤)까지 출토되었는데 대동강변 제9호분에서 발굴된 것이다.

### 점제현신사비
점제현의 신사비(神祠碑)는 높이 약 1.33미터, 너비 약 1.10미터 되는 화강암으로 만든 것인데, 이 비문에 의해서 점제현의 위치를 알게 되었다.

## 같이 보기
- 낙랑군
- 한사군
- 낙랑 고분
- 대방군
- 금제교구